# ČD-Baureihe 708
Als ČD-Baureihe 708 wird eine zweiachsige dieselelektrische Lokomotive der Tschechischen Bahnen ČD für den leichten Rangier- und Streckendienst bezeichnet. Wegen ihres kantigen Äußeren erhielten die Lokomotiven den Beinamen Velké lego (etwa: Großer Legostein).

## Geschichte
Nach den guten Erfahrungen mit der zuvor gelieferten Baureihe 704 sollte nunmehr eine leistungsstärkere, aber sonst weitgehend gleichartige Lokomotive beschafft werden. 1995 lieferte ČKD in Prag zwei Prototypen an die ČD, denen 1997 die Serienlokomotiven folgten. Wegen finanzieller Schwierigkeiten wurden jedoch nur insgesamt 13 Lokomotiven von der ČD abgenommen. Ein weiteres Exemplar wurde von einem Industriebetrieb als Werklokomotive beschafft.

## Technische Merkmale
Im vorderen Vorbau befindet sich der Sechszylinder-Motor M 1.2 C-M 640 D von LIAZ mit einer Leistung von 300 kW, welcher seine Kraft direkt an den Gleichstromgenerator TA 611 von ČKD abgibt. Im hinteren Vorbau befinden sich die elektronische Komponenten für die Leistungsübertragung, die Ausrüstungen für die elektrische Widerstandsbremse sowie die Druckluftbremsausrüstung DAKO BSE mit dem Luftverdichter. Der Führerstand wurde mittig angeordnet um dem Triebfahrzeugführer in beide Fahrtrichtungen eine gute Streckensicht zu ermöglichen.

## Einsatz
Neben den Aufgaben im Rangierdienst kommen die Lokomotiven bevorzugt auch vor leichten Personenzügen zum Einsatz. Beheimatet sind die 13 Lokomotiven in den Depots von České Budějovice, Louny, Liberec und Brno.